# Acroceras macrum
Acroceras macrum är en gräsart som beskrevs av Otto Stapf. Acroceras macrum ingår i släktet Acroceras och familjen gräs. Inga underarter finns listade i Catalogue of Life.